# Памятник Василию Разумовскому
Памятник Василию Ивановичу Разумовскому установлен на Большой Казачьей улице в Саратове возле корпуса № 4 Саратовского государственного медицинского университета (между 8-м и 9-м корпусами СГУ) в Кировском районе города.

## История
Памятник одному из основателей и первому ректору Саратовского государственного университета В. И. Разумовскому был открыт 10 июня 2009 г. Это событие было приурочено к столетнему юбилею открытия Саратовского государственного университета.
Памятник представляет собой бронзовую фигуру В. И. Разумовского, сидящую в ректорском кресле. Надпись на памятнике гласит:
ПЕРВЫЙ РЕКТОР

САРАТОВСКОГО

УНИВЕРСИТЕТА

РАЗУМОВСКИЙ

ВАСИЛИЙ

ИВАНОВИЧ
Вес памятника составляет 600 кг. При создании эскиза саратовской скульптор и член Союза художников России Андрей Александрович Щербаков использовал немногочисленные сохранившиеся фотографии Разумовского.
На торжественной церемонии открытия памятника присутствовали ректор СГМУ П. Глыбочко, автор памятника Андрей Щербаков, представители администрации города, а также преподаватели и студенты университета.

Памятник Разумовскому В.И. в Саратове
Памятник Разумовскому В.И. сбоку